# Shauna Tubbs
Shauna Renee Tubbs (Houston, 19 luglio 1973) è un'ex cestista statunitense.

## Carriera
Ala di 188 cm, ha giocato in Serie A1 con Termini Imerese.